# محوطه سیاه ریز
محوطه سیاه ریز مربوط به پیش از اسلام است و در شهرستان رودبار، بخش عمارلو، روستای نوده بخش عمارلو واقع شده و این اثر در تاریخ ۱۴ مرداد ۱۳۸۲ با شمارهٔ ثبت ۹۳۹۴ به‌عنوان یکی از آثار ملی ایران به ثبت رسیده است.